# Mare Harbour

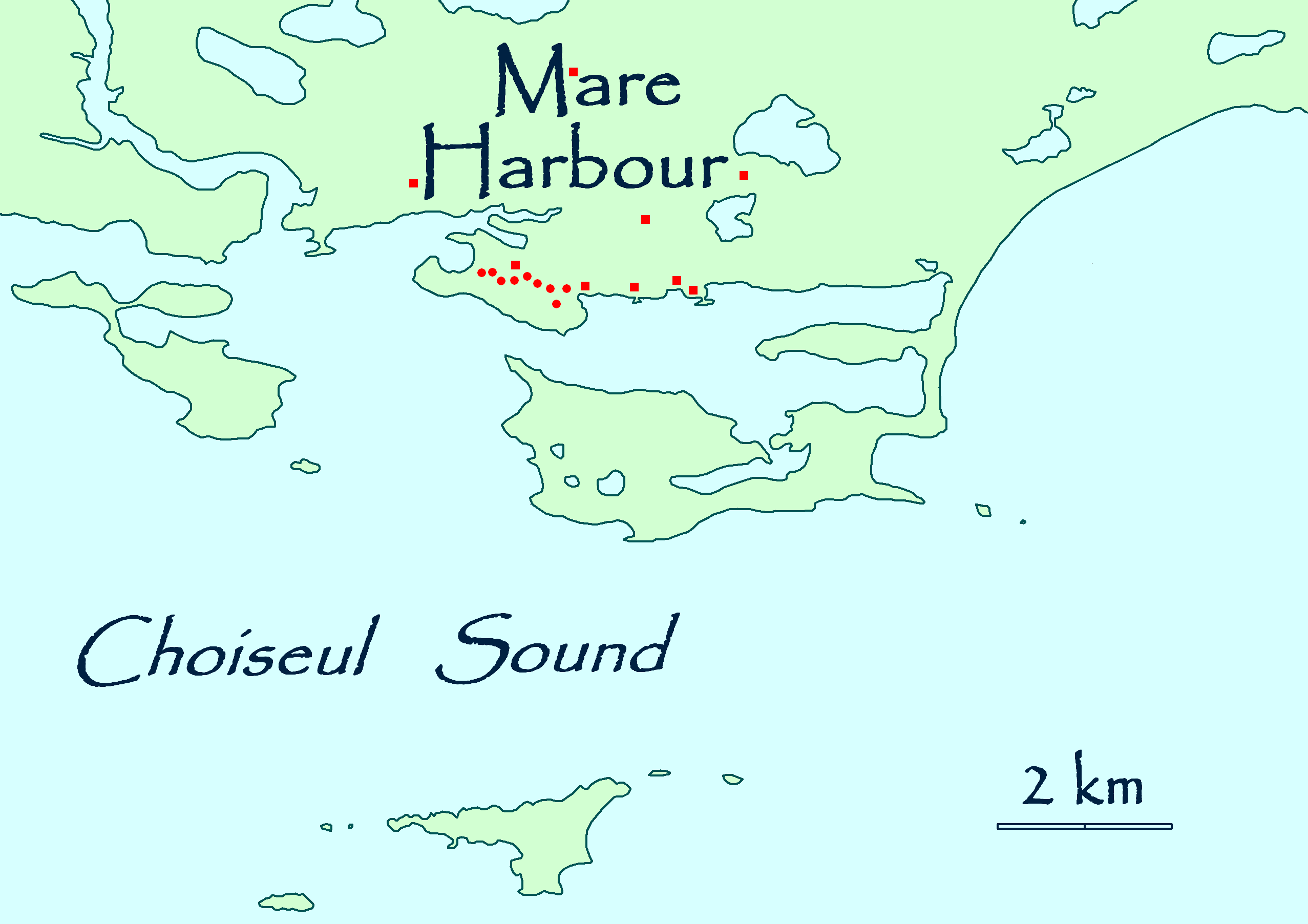
Mare Harbour med omnejd.

Mare Harbour ("Märrhamn") är en hamn på huvudön Östra Falkland inom Falklandsöarna i Sydatlanten, vid Choiseul Sound cirka 50 km sydväst om huvudorten Stanley.
Under Falklandskriget 1982 antog den argentinska militären att Mare harbour var den plats där en brittisk landstigningsoperation skulle komma att äga rum . Men landstigningen skedde på annan plats, då Mare Harbour ansågs ha ett för utsatt läge för flyganfall.

## Örlogshamnen
Här uppfördes efter Falklandskriget 1982 East Cove Port (ECP)  som stod klar 1985 . Hamnen används huvudsakligen för militära ändamål, som uthamn och depå för flygbasen vid Mount Pleasant och bas för Royal Navys fartyg som patrullerar i Sydatlanten. Även forskningsinstitutet British Antarctic Survey brukar ha fartyg stationerade här .
2016 offentliggjordes en plan för utbyggnad och förbättring av kajer och andra anläggningar vid Mare Harbour . Arbetena utfördes under åren 2017-2018. 